# Kapuh Utara
Kapuh Utara is een bestuurslaag in het regentschap Zuid-Pesisir van de provincie West-Sumatra, Indonesië. Kapuh Utara telt 1883 inwoners (volkstelling 2010).